# Luis María Echeberría
Luis María Echeberría Igartua (24. března 1940, Asua – 19. října 2016) byl španělský fotbalista. Nastupoval především na postu obránce.
Se španělskou reprezentací vyhrál mistrovství Evropy roku 1964, byť na závěrečném turnaji nenastoupil. Hrál též na mistrovství světa v Chile roku 1962, kde nastoupil v zápase základní skupiny proti Brazílii. V národním týmu působil v letech 1962–1963 a nastoupil ve 4 zápasech.
S klubem Athletic Bilbao vyhrál v sezóně 1968/69 španělský pohár.